# Salso Film & TV Festival
Il Salso Film & TV Festival (Già Incontri cinematografici di Monticelli Terme, Incontri cinematografici di Salsomaggiore Terme, poi Emilia Romagna terra di cineasti - Salso Film & Tv Festival e infine Cinema Art Festival) è stato un festival cinematografico e televisivo che si è svolto dapprima a Monticelli Terme, poi a Salsomaggiore Terme tra il 1977 e il 1991.

## Storia
Nel 1970 Luciano Recchia, scrittore ed intellettuale di Parma, e il regista Giuseppe Bertolucci, fratello di Bernardo Bertolucci, si incontrano e discutono sull'assenza di un festival cinematografico nella zona di Parma. In seguito Giuseppe Bertolucci indica a Recchia e a Mario Tommasini, all'epoca assessore alla cultura del Comune di Parma, alcuni intellettuali di Roma provenienti dall'esperienza del Filmstudio, del “Il Politecnico” e dei cineclub romani, tra cui Adriano Aprà ed Enzo Ungari.
A loro fu proposto di fare un festival cinematografico nello spirito dei cineclub romani, ovvero dare risalto al cinema di avanguardia e sperimentale, un centro di ricerca e di elaborazione culturale dove sperimentare nuove proposte artistiche e critiche e approfondire i rapporti del cinema con le altre arti e gli altri media. 
Nel dicembre del 1976 a Roma si incontrarono Adriano Aprà, Patrizia Pistagnesi, Giovanni Spagnoletti, Enzo Ungari, Beniamino Placido, Ottavio Fatica, Luciano Recchia, Giuseppe Bertolucci, Mario Tommasini, Luigi Cavatorta. In questo incontro vennero gettate le basi stilistiche e formali del festival ovvero di fare una rassegna cinematografica che fosse la testimonianza di tutto ciò che di nuovo, di fondamentale che la cultura cinematografica stava esprimendo o aveva espresso in passato, e che fosse una ricerca, una produzione di testi, documenti, audiovisivi; compresenza del vecchio e del nuovo ovvero nessuna rinuncia del rigore formale e della perfezione e neppure delle novità stilistico-formali e tematiche. Al progetto aderirono Adriano Aprà per il Filmstudio di Roma e Giovanni Spagnoletti per il Politecnico; Patrizia Pistagnesi e Ottavio Fatica.

## Edizioni del Festival

### Prima edizione:Incontri cinematografici di Monticelli Terme(1977)

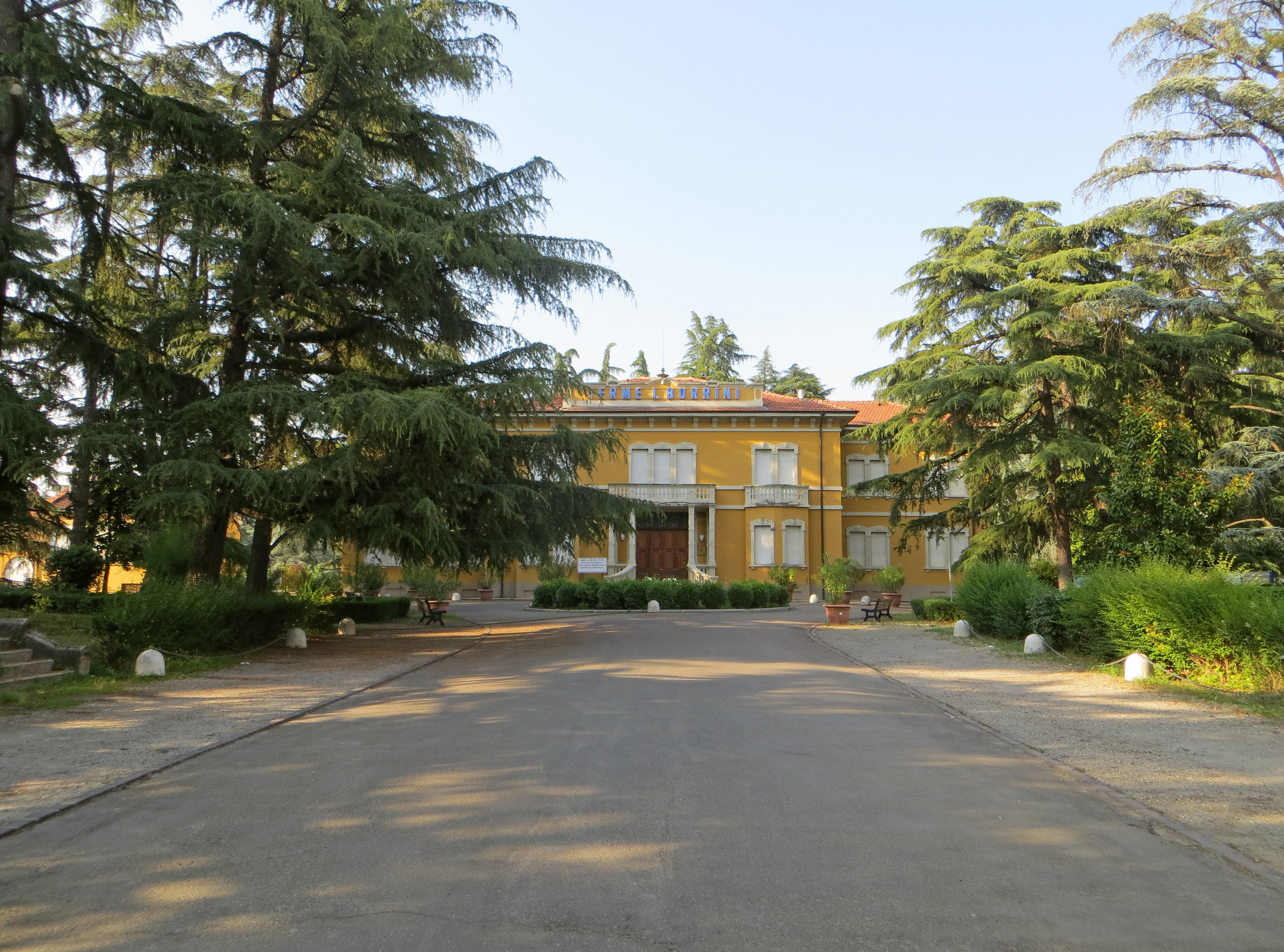
Monticelli Terme, prima sede del festival

Il progetto fu finanziato dalla Provincia di Parma e dalla Regione Emilia-Romagna e la prima edizione del Festival venne battezzata Incontri Cinematografici di Monticelli Terme e si tenne nella cittadina termale della provincia di Parma dal 25 al 31 marzo 1977. La direzione di questa prima edizione fu affidata ad Adriano Aprà e Giovanni Spagnoletti con la collaborazione di Patrizia Pistagnesi, Gianni Menon (che curarono la sezione Melodramma italiano), Ottavio Fatica e Luciano Recchia. Nonostante il budget ridotto (Adriano Aprà parla di trenta milioni di Lire), in questa prima edizione riuscirono a proiettare oltre cinquanta opere tra lungometraggi e cortometraggi, pubblicare due libri (Il Cinema di Wim Wenders di Giovanni Spagnoletti e ll melodramma nel cinema italiano di Patrizia Pistagnesi e Gianni Menon), realizzare due convegni (Il cinema popolare in Italia e Diffusione della cultura cinematografica e strutture di intervento). La parte più importante fu la retrospettiva dedicata a Wim Wenders e la proiezione in prima assoluta italiana di Im Lauf der Zeit (Nel corso del tempo, 1976). Tra le varie opere proiettate vi furono film di Nanni Moretti, Ugo Gregoretti, Paul Vecchiali, Nagisa Oshima, Rainer Werner Fassbinder.
La collocazione in questa cittadina termale presentò fin da subito dei problemi logistici in quanto le proiezioni avvenivano a Parma (distante circa 10 km.), l'ospitalità era a Monticelli Terme e i convegni furono ospitati in strutture non adeguate alle esigenze dell'organizzazione.

### Seconda edizione:Incontri cinematografici di Monticelli Terme(1978)
Nonostante le difficoltà, tra il 6 e il 13 dicembre 1978 si tenne la seconda edizione degli Incontri con una retrospettiva dedicata a Max Ophüls, una personale di Ermanno Olmi e oltre quaranta opere proiettate, tre pubblicazioni (ll cinema di Max Ophüls a cura di Giovanni Spagnoletti, ll cinema di Ermanno Olmi a cura di Adriano Aprà e Tempo di film tempo di TV a cura di Roberto Campari, pubblicato dal Centro studi e archivio della comunicazione presso l'Università di Parma) e due convegni (Tempo di film tempo di TV con interventi di Bettetini, Aprà, Alberto Farassino, Quintavalle, Rinaldo, Campagnano,  Pisanti, Lombezzi, Tatti Sanguineti, Cereda, Alberto Abruzzese, Grignaffini; "Modificazioni e prospettive dell'offerta di film di qualità nel mercato cinematografico italiano” con relazioni di Spagnoletti, Ventavoli, Migliaretti, Ferrara).

### Terza edizione:Incontri cinematografici di Salsomaggiore Terme(1980)

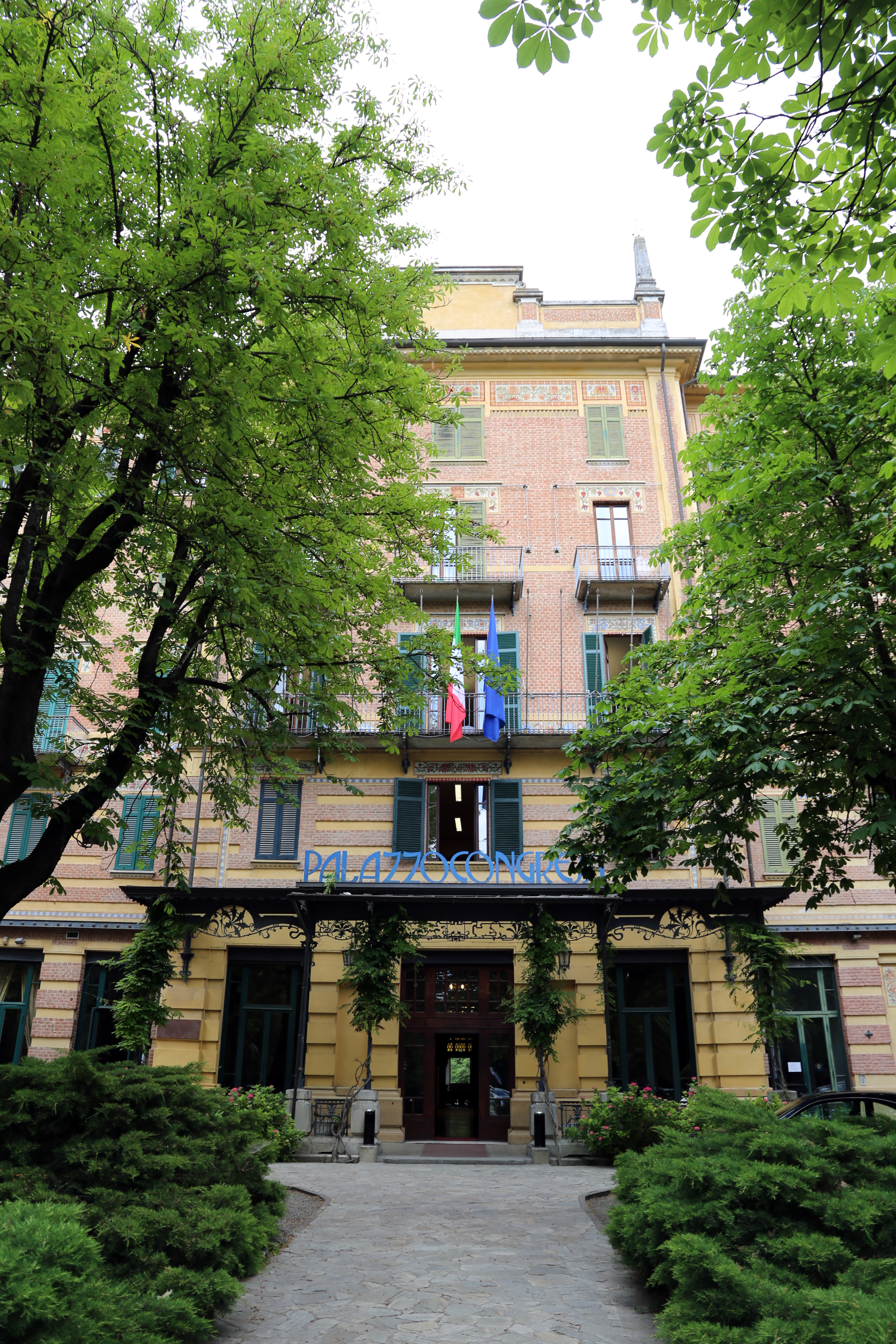
Il Palazzo dei congressi, sede principale del festival a Salsomaggiore Terme

I problemi logistici e di ospitalità nella seconda edizione si acuirono e l'organizzazione decide di non fare l'edizione del 1979. Nel 1980 decidono di spostare il festival a Salsomaggiore Terme, sempre in provincia di Parma, dato che la rinomata cittadina termale presentava numerosi alberghi, cinema e luoghi adibiti a sale convegni, il tutto entro un raggio di poche centinaia di metri tra loro. Dal 15 al 20 aprile 1980 si svolge la terza edizione del Festival, ribattezzato Incontri Cinematografici di Salsomaggiore. In questa edizione gli Enti promotori sono il Comune di Parma, l'Amministrazione Provinciale di Parma, il Comune e l'Amministrazione Provinciale di Piacenza e Reggio Emilia, il Comune e l'Azienda di Cura di Salsomaggiore Terme. Alla squadra consolidata di Aprà, Spagnoletti, Recchia, Pistagnesi, si aggiunge Luigi Lagrasta.

### Quarta edizione:Incontri cinematografici di Salsomaggiore Terme(1981)

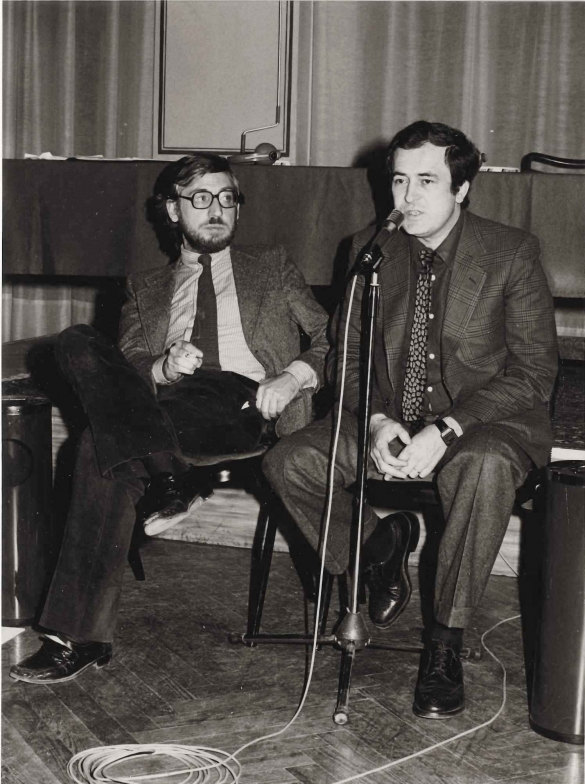
Adriano Aprà con Bernardo Bertolucci, ospite nel Festival del 1981

La quarta edizione, dal 5 al 12 aprile 1981, è caratterizzata da anteprime d'eccezione come Le dernier metrò (L'ultimo metrò, 1980) di François Truffaut, pubblicazioni (ll cinema di Nicholas Ray a cura di Marco Giusti), una retrospettiva dedicata a Nicholas Ray, ospiti illustri come Bernardo Bertolucci, Attilio Bertolucci, Maurice Hatton, Jim McBride e un comitato d'esperti di tutto rispetto composto da Alberto Abruzzese, Attilio Bertolucci, Giuseppe Cereda, Claudio G. Fava, Giacomo Gambetti, Mario Lavagetto, Lino Miccichè, Morando Morandini, Roberto Tassi, Giorgio Tinazzi. Si uniscono alla squadra Marco Melani alla programmazione e Tatti Sanguineti all'ufficio stampa.

### Quinta edizione:Incontri cinematografici di Salsomaggiore Terme(1982)
Il regista Samuel Fuller è l'ospite principale dell'edizione svoltasi dal 1 al 7 aprile 1982 a cui viene dedicata una personale con ben 17 film e una pubblicazione: II cinema di Samuel Fuller a cura di Piero Tortolina e Antonio Rubini.
In questa edizione inizia a far capolino il video, fenomeno emergente, a cui viene dedicato il VideoFilmFestival con 27 titoli tra cui video di Massimo Troisi, Daniele Segre, Guido Lombardi e Anna Lajolo, Enrico Ghezzi; inoltre il Festival organizza un videoconvegno, ll prossimo cinema italiano, con interventi video - prodotti dallo stesso Festival - di Giuseppe Bertolucci, Casbah, Victor Cavallo, Daniele Costantini, Mario Garriba, Marco Tullio Giordana, Fiorella Infascelli, Tomaso Sherman.
Tra gli ospiti del Festival è presente anche Cesare Zavattini.

### Sesta edizione:Incontri cinematografici di Salsomaggiore Terme(1983)
La sesta edizione, tra il 20 e il 27 aprile 1983, espande come non mai il numero di opere selezionate: 35 film tra cui opere di Jim Jarmusch, Eric Rohmer, Amos Gitai, Stavros Tornes,  Wim Wenders, Danièle Huillet e Jean-Marie Straub, Robert Kramer, Raùl Ruiz, Otar Ioseliani, Silvio Soldini. Oltre 90 video tra italiani ed esteri, rassegne (George Cukor con 17 suoi film), musicals e videoconcerti completano questa edizione che vede oltre 160 opere.
Inoltre vi è una Rassegna Cento Video in collaborazione con Mister Fantasy, a cura di Giandomenico Curi, e  Salsomusica 83, un concorso per il miglior nastro videomusicale italiano in collaborazione con TV Sorrisi e Canzoni.
Ma l'evento straordinario è la presenza di Jean-Luc Godard a cui viene dedicata un'intera giornata. Il regista presenta il suo film Passion e due video corollari, Scenario du film Passion e Troisieme état du scenario du film Passion. Tra le proiezioni vi fu un dibattito con domande da parte del pubblico.
Marco Melani e Tatti Sanguineti passano nel consiglio direttivo del Festival e l'ufficio stampa è curato da Paolo Mereghetti. La selezione e la programmazione sono curati da Marco Melani, Tatti Sanguineti, Patrizia Pistagnesi e Donald Ranvaud.

### Settima edizione:Salso Film & TV Festival(1984)
Ogni anno il Festival si fa più ricco di film, pubblicazioni, ospiti, ma gli attriti con l'amministrazione e la popolazione di Salsomaggiore minano il buon andamento del Festival. I motivi dell'attrito erano la mancanza, secondo i cittadini, di glamour, di ospiti celebri che potessero richiamare molto pubblico invece dei cosiddetti “addetti ai lavori” ed entusiasti del cinema sperimentale e d'avanguardia. Questo attrito portò gli organizzatori a mutare nel 1984 il Festival da rassegna non competitiva in un concorso per accontentare gli amministratori salsesi. Sempre nel 1984, tra l'8 e il 15 aprile, il Festival mutò nome passando da Incontri Cinematografici di Salsomaggiore a Salso Film & TV Festival per testimoniare l'apertura totale al fenomeno video, e l'interesse da parte degli organizzatori, in particolare Marco Melani, a questo nuovo linguaggio artistico, figlio del linguaggio cinematografico ma che se ne discosta per gli stilemi. Nonostante tutto, questa settima edizione è sempre caratterizzata da un numero elevato di opere filmiche e video come testimoniato dal programma che vede il concorso principale con 13 film e 7 film fuori concorso. Il Concorso videoprogrammi con ben 23 opere, retrospettive come  "Cahiers du cinéma" a Salso, Informativa italiana, Retrospettiva Musical, Seriali e TV Movies, Retrospettiva "The Twlight Zone"  . Completano l'edizione videomusica, television art e videolettere.
Le giurie delle varie sezioni vantano nomi di prestigio in ambito cinematografico e video. Per il concorso film abbiamo Henry Alekan, Attilio Bertolucci, Jacques Demy, Eric de Kuyper, Ida Di Benedetto, Jim McBride, Michael Powell. Per il concorso videoprogrammi Elisabetta Catalano, Pascale Dauman, Fiorella lnfascelli, Monica Tegelaar. Il concorso videomusica vede tra i giurati Gino Castaldo, Claudio Cecchetto, Dieter Meier, Tommaso Vittorini, Vivienne Westwood, Ed infine il concorso videolettere con Alberto Abruzzese, Francesco Agostini, Elio Fiorucci, Renato Nicolini, Andrea Pazienza.
Questo primo concorso è vinto da Klassenverhältnisse (Rapporti di classe) di Danièle Huillet e Jean-Marie Straub. Il  concorso videoprogrammi è vinto da D'amore si vive di Silvano Agosti e il concorso videolettere da Marco Bechis con Absent.

### Ottava edizione:Salso Film & TV Festival(1985)

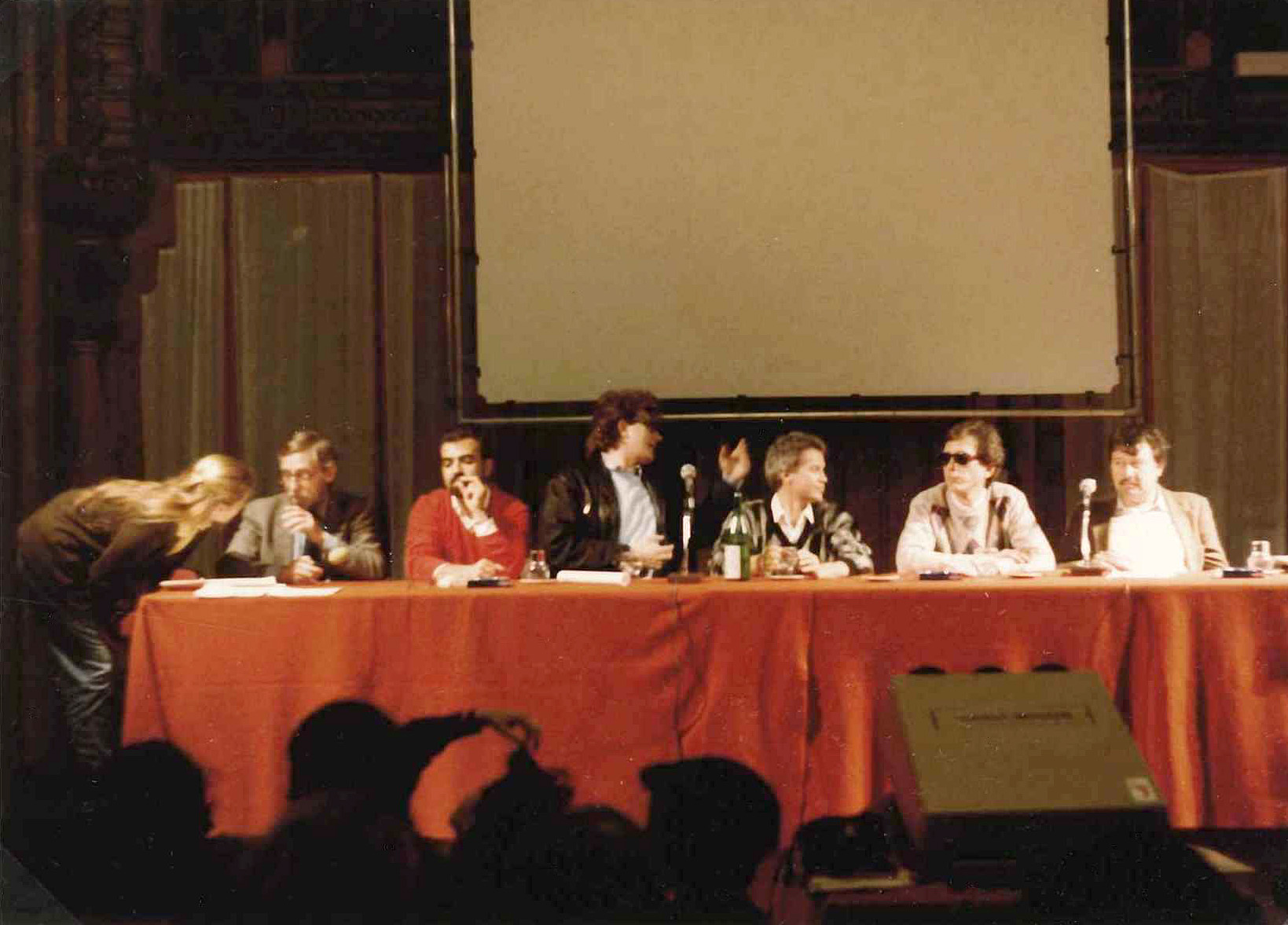
Convegno durante il Salso Film & TV Festival 1985

Il Festival prosegue nelle edizioni successive ampliando la selezione di film e video, retrospettive e concorsi.
Sono ben quattordici i film in concorso tra il 18 e il 25 aprile 1985 tra cui, in prima italiana assoluta, l'opera prima dei fratelli Joel ed Ethan Coen Blood Simple - Sangue facile ottenuta in modo rocambolesco. Quindici i film fuori concorso tra cui Starman di John Carpenter e Honkytonk Man di Clint Eastwood.
Il festival è arricchito da una personale su Mary Jiménez e un omaggio a Raul Ruiz e a John Sanborn. Completano l'edizione ben trentadue opere nel concorso Tv Originale Televisivo.
In questa edizione Jim Jarmusch e Roberto Benigni sono in giuria insieme a Mary Jiménez, Alain Tanner, Robert Wise e per il concorso tv Raymond Bellour, Carl Loeffler, Salvatore Piscicelli, Red Ronnie, Jean-Paul Tréfois.

### Nona edizione:Salso Film & TV Festival(1986)
La formula vincente dei concorsi (dieci film in concorso e tredici fuori concorso; venticinque opere nel concorso tv Un anno di video italiano e ventisei nel fuori concorso Originale televisivo) uniti ad omaggi a Paul Vecchiali, Joan Logue e Orson Welles, fanno di questa edizione svoltasi tra il 22 e il 27 aprile 1986 una delle più interessanti. A completare il ricco palinsesto, c'è la proiezione de La magnifica ossessione di Enrico Ghezzi, Marco Melani e Irene Bignardi: quaranta ore non-stop di film, interviste esclusive per celebrare i novant'anni del Cinema.
La giuria del concorso film vedrà tra i membri Pedro Almodóvar, Laura Betti,  Joan Logue, Maurizio Ponzi, Helma Sanders-Brahms. Nel concorso TV Giuseppe Bertolucci, Goltredo Foti, Massimo Mazzanti, Franco Quadri, Steve J. Ricci.

### Decima edizione:Salso Film & TV Festival(1987)
Questa edizione, tra l'8 e il 14 aprile 1987, vede aumentare notevolmente il numero di opere video, quasi cento, distribuite nelle sezioni Originale Televisivo, Videografia, Concorso TV: un anno di video italiano e Informativa Video Italiani. I film in concorso sono dodici tra cui opere di Stavros Tornes e Pedro Almodóvar. Il fuori concorso vede ben diciannove film tra cui opere di Jim Jarmusch, Eric Rohmer, Jim McBride, Chantal Akerman, Jacques Rivette. Completano la ricca edizione un omaggio a Bud Boetticher e una retrospettiva a Kenneth Anger 
La giuria del 1987 vede tra i suoi componenti Sergio Leone, Otar Ioseliani Youssef Chahine, Jean-Luis Comolli, Dusam Makavejev e nel concorso tv Silvano Agosti, Franco Cordelli, Enrico Ghezzi, Antonio Minasi, Vittorio Sgarbi.

### Undicesima edizione:Salso Film & TV Festival(1988)
Questa edizione (13 - 19 aprile 1988), vede una leggero cambio di rotta in favore dei film e la riduzione della presenza delle video opere che arrivano ad essere solo una trentina, mentre il concorso video viene tolto. Jean-Luc Godard è presente con molte delle sue opere, ben venticinque tra film e video, divise in due sezioni: Videogodard e La politica di Godard. La giuria del concorso film (undici film) è composta da Riccardo Freda, Amos Gitai, Richard Roud, Stefania Sandrelli, Peter Wollen.

### Dodicesima edizione:Salso Film & TV Festival(1989)
Il 1989 vede un aumento dei numero dei film fuori concorso (venti) a scapito del concorso con solo dieci film. Una retrospettiva dedicata a Douglas Fairbanks, il ritorno dei video in numero crescente nelle sezioni Un anno di video italiano, Video Internazionale e una selezione di video ad opera di Gene Youngblood più due tavole rotonde: La critica della televisione e Cinema/TV: dov'è la verità? completano questo festival.
Finita l'edizione del 1989, tenutasi tra il 19 e il 25 aprile, l'attrito tra i componenti del Festival, tra cui Luciano Recchia, Adriano Aprà ed gli enti promotori, il Comune di Salsomaggiore, l'Azienda di Cura e Soggiorno Salsomaggiore Terme, arriva ad un punto di rottura: Luciano Recchia dà le dimissioni, Adriano Aprà accetta l'offerta da parte di Lino Miccichè di dirigere la Mostra internazionale del Nuovo Cinema di Pesaro. Il gruppo del Salso Film & Tv Festival si sbanda e la gestione del Festival passa in mano al Comune che individua in Sergio Zavoli il nuovo direttore del Festival

### Tredicesima edizione:Emilia Romagna Terra Di Cineasti - Salso Film & TV Festival(1990)
Il Festival che si svolge tra il 19 e il 24 aprile 1990, oltre ad aver cambiato totalmente indirizzo artistico eliminando il video, muta il nome diventando Emilia Romagna Terra Di Cineasti - Salso Film & TV Festival. L'edizione minimale è composta da una rassegna di autori emiliano-romagnoli fatta più che altro per non perdere l'appuntamento annuale con il pubblico.

### Quattordicesima edizione:Cinema Art Festival(1991)
Il 1991 vede la fine del Festival che cambia ancora nome diventando Cinema Art Festival e cambia anche stagione svolgendosi tra il 24 e il 27 ottobre 1991. Diviene una manifestazione dai toni più glamour e nazional-popolari con grande dispendio di mezzi e denaro. Questa edizione segna il tramonto definitivo del Festival che con questa edizione chiude i battenti.